# 利特爾里弗鎮區 (北卡羅萊納州考德威爾縣)
利特爾里弗鎮區（英語：Little River Township）是位於美國北卡羅萊納州考德威爾縣的一個鎮區。

## 地方資料
利特爾里弗鎮區的面積為143.22平方千米，皆為陸地。根據2020年美國人口普查的數據，當地共有人口4001人，而人口密度為每平方千米27.94人。